# Litschiewaterbok
De litschiewaterbok, moerasantilope of lechwe (Kobus leche) is een soort antilope uit de onderfamilie  Reduncinae. De litschiewaterbok is nauw verwant aan de Nijlantilope (Kobus megaceros). De litschiewaterbok wordt soms ook wel zuidelijke litschie of echte litschie genoemd, de nijlantilope noordelijke litschie.

## Beschrijving
De litschiewaterbok heeft een lange, ruige vacht. De vacht is rood tot taankleurig. De voorzijde van de poten zijn donkerder van kleur. De onderzijde en de keel is wit. Ook de binnenzijde van de oren en de randen om de oog en de neus zijn wit. De ogen zijn groot en staan vrij ver uit elkaar. De snuit is vrij kort.
De hoorns zijn lang, dun en liervormig, met een lengte 50 tot 92 centimeter. Enkel het mannetje heeft hoorns. De staart wordt 30 tot 45 centimeter lang. De hoeven zijn zacht, lang en slank. Hiermee kan het dier een weg banen door modderige moerassen en drassige grond. Op vaste grond bewegen ze zich onhandig en langzaam voort.
Mannetjes worden groter dan vrouwtjes. Het mannetje wordt 160 tot 180 centimeter lang, 85 tot 110 centimeter hoog en 85 tot 130 kilogram zwaar. Het vrouwtje wordt 130 tot 170 centimeter lang, 85 tot 95 centimeter hoog en 60 tot 95 kilogram zwaar.

## Verspreiding en leefgebied
Net als andere waterbokken heeft de litschiewaterbok een voorkeur voor waterrijke gebieden. Ze komen voor in vlakke overstromingsvlakten, rivierbasins, moerassen en periodiek overstromende graslanden. Soms wagen ze zich ook op drogere vlakten.
De litschiewaterbok komt voor in Botswana, Zambia en het zuidoosten van de Democratische Republiek Congo, voornamelijk rond de Zambezi en zuidelijke takken van de Kongo. De litschiewaterbok komt enkel voor in gebieden waar ondiep, doorwaadbaar water te vinden is. Om het gehele jaar door dit soort gebieden te vinden moeten de dieren continu trekken.

## Gedrag
De litschiewaterbok leeft in los groepsverband. In geschikt gebied kunnen dichtheden voorkomen van duizend dieren per vierkante kilometer. Mannetjes kunnen voorkomen in vrijgezellengroepjes die uit tot wel vijftig dieren kunnen bestaan. Vrouwtjes en jonge dieren leven voornamelijk in de nattere gebieden op een overstromingsvlakte, mannetjes meer in de drogere gebieden. Ze leven van voedselrijk groen gras, riet en waterplanten. Grazen doen ze voornamelijk enkele uren voor zonsopgang en na zonsondergang. Bij gevaar vluchten ze door het ondiepe water in een onhandige galop.
Mannetjes zijn seksueel het actiefst in het vroege regenseizoen, tussen november en februari. Bronstige vrouwtjes worden aangetrokken door de geur van andere bronstige vrouwtjes, en verzamelen zich in groepjes, waar weer een groot aantal mannetjes op af komen. Deze mannetjes leven net als de kob in kleine territoria, "arena's" of "leks" genaamd. Deze arena is vrij klein, soms niet meer dan vijftien meter. Mannetjes strijden hier met andere mannetjes om het recht om te mogen paren. Mannetjes die verder van de vrouwengroep afstaan hebben vaak meer ruimte en zullen minder vechten, maar deze dieren zullen ook minder paren. De mannetjes die het dichtst bij deze groep staan, staan het dichtst op elkaar en paren het meest.

## Voortplanting
Aan het late droge seizoen, tussen juli en oktober, worden de meeste jongen geworpen. Om te werpen zondert het vrouwtje zich af van de kuddes. Het vrouwtje krijgt één jong na een draagtijd van 225 dagen. Na enkele weken voegt het vrouwtje zich met kalf bij de kudden.
Vrouwtjes zijn geslachtsrijp na achttien maanden, mannetjes na meer dan twee jaar. Mannetjes zijn pas na vijf jaar volledig volgroeid. Ze kunnen meer dan vijftien jaar oud worden.

## Ondersoorten
Er zijn vijf ondersoorten:
- Rode lechwe (Kobus leche leche) - Botswana, Noordwest-Zambia en aangrenzend Angola en Congo
- Kafuelechwe of kafoe (Kobus leche kafuensis) - Kafuerivier, Zambia
- Zwarte lechwe (Kobus leche smithemani) - Noordoost-Zambia
- Roberts' lechwe of Luena-lechwe (Kobus leche robertsi) (uitgestorven) - Zambia
- Kobus leche anselli - Zuidoost-Congo

De ondersoorten worden vaak als aparte soort beschouwd. Roberts' lechwe stierf uit in de loop van de 20e eeuw.